# Aéroport de Béziers-Cap d'Agde
L'aéroport de Béziers - Cap d'Agde Hérault-Occitanie, anciennement Béziers - Vias (code IATA : BZR • code OACI : LFMU) est un aéroport du département de l'Hérault.
Il est géré par un syndicat mixte comprenant les communautés d'agglomération « Béziers Méditerranée » et « Hérault Méditerranée », la communauté de communes « La Domitienne » et la Chambre de commerce et d'industrie de Béziers Saint-Pons. Il se trouve sur le territoire des communes de Vias et de Portiragnes. Il dessert Béziers, Agde, Le Cap-d'Agde.
Cet aéroport est ouvert au trafic national et international commercial, aux avions privés, aux vols aux instruments (IFR) et aux vols à vue (VFR). L'approche est parfois technique en raison du volcan de Portiragnes (Roque-Haute).
En 2023, Ryanair est la seule compagnie qui dessert  l'aéroport de Béziers. La compagnie assure 56 vols hebdomadaires sur 10 lignes régulières vers six pays.
La fréquentation de l'aéroport atteint environ 300 000 passagers en 2023. La liaison avec Beauvais est la plus fréquentée des dix trajets réguliers avec 50 000 voyageurs par an.
Les retombées économiques de l'aéroport sont estimés à environ 60 millions d'euros sur l'ensemble du bassin biterrois.

## Histoire
Le ministère de l’air donne l’autorisation, le 21 octobre 1938, de construire un aéroclub sur les terres incultes de plus de 31 ha situées sur la commune de Portiragnes lieu-dit « la Garrigue » et sur la commune de Vias lieu-dit les Preignes. Ce terrain appartenait à Monsieur Henri Marie Conte de Cassagne de Saint Jean de Libron (Domaine viticole sur Boujan, 15 000 hl au début du XXe siècle) et un bail fut signé avec le premier Président des « Ailes biterroises », Monsieur Georges Blanc, en mars 1939.
En 1950, la discussion reprend de plus forte à la mairie sur le nom à donner à cet aéroport lors du projet d’agrandissement, la plus grande partie du nouveau projet confirme qu’il est sur la commune de Portiragnes.
Le Conseil municipal de 1961 offrira 47 ha de terrain en vue d’agrandir l’aérodrome en vue d'en faire un aéroport recevant du trafic commercial.
Entre 1971 et 1974, les élus essaieront de relancer le nom de l’aéroport Béziers-Portiragnes-Vias sans succès.

Logo de la compagnie Air Languedoc.

La compagnie aérienne Air Languedoc est créée et s'installe sur la plateforme en 1975 dans le but d'ouvrir une liaison aérienne au départ de Béziers pour Paris.
L'aéroport commercial ouvrira en 1975 après de nombreux travaux entrepris par la Chambre de Commerce de Béziers-Saint Pons, alors concessionnaire.  
Une aérogare et une tour de contrôle étaient bâtis, la piste de 800 m était allongée à 1500 mètres avec un balisage de jour et nuit, la piste était clôturée et un grillage posé autour des infrastructures, la douanes de Béziers disponible pour les vols internationaux, un parking pour les véhicules construit tout comme un dépôt de carburant, un accueil pour les taxis et les loueurs de voitures. L'aérodrome passait en catégorie C. 
Le 1er juin 1975, lors de l'inauguration du nouvel ensemble aéroportuaire, la compagnie Air Languedoc exploitait la ligne vers Paris-Le Bourget en corvette SN 601 de 12-14 passagers à raison de 17 à 21 allers/retours par semaine (taux moyen de remplissage 75%), puis TAT (Touraine  Air Transport) exploitait la ligne vers Paris-Orly (via Carcassonne sur certains vols). En 1976, c'était avec un appareil VFW 614 de TAT et un numéro de vol LX de la compagnie Air Languedoc (partiellement rachetée par TAT en 1976).
En 1985, Air Littoral exploite la ligne vers Paris-Orly. Air Littoral est le premier utilisateur mondial de l’ATR 42 sur la ligne Béziers - Paris.
En 1987, le prix de départ d'un vol vers Paris était de 348 FRF (101,7 EUR2023).
Le 16 juillet 1997, un avion Socata MS 893 « Rallye Commodore », qui décollait en tractant une banderole publicitaire, s'écrase en bout de piste. Le pilote est gravement blessé. Le câble de la banderole s'était enroulé autour de la gouverne de profondeur.
En février 2004, marque la fin tragique de la ligne vers Paris-Orly à la suite de la faillite d'Air Littoral. En 2003, Air littoral avait transporté 63 000 passagers sur cette radiale soit 100 % du trafic commercial global de l'aéroport.
En avril 2004, la radiale vers Paris-Orly est reprise par Airlinair . La ligne cessa le 8 février 2009 ( à cause de la concurrence des offres d'Air France à Montpellier et de la ligne TGV).
En 2006, la compagnie Airlinair assurait les liaisons vers Bastia ,.
À la suite des travaux d'agrandissement de la piste en 2007, l'aéroport jusque-là dénommé « Béziers - Vias » ou « Béziers - Agde - Vias » est rebaptisé « Béziers - Cap-d'Agde en Languedoc ».
Le 30 mars 2008, la première liaison européenne relie Béziers à l'aéroport de Bristol avec Ryanair, suivra Londres-Luton, le 27 octobre 2008.
Le 22 mai 2008, premier vol sur le Danemark avec Cimber Air.
2008 verra aussi l'ouverture d'une ligne vers Odense au Danemark avec la compagnie Airborne.
Le 5 juillet 2009, Ryanair lance sa nouvelle ligne au départ de l'aéroport Béziers-Cap d'Agde vers Düsseldorf en Allemagne.
Jusqu'ici géré par la CCI de Béziers-St Pons, l'aéroport sera entièrement porté et financé par 4 collectivités partenaires dès mai 2009 à savoir la CCI de Béziers-St Pons, les Communautés d'Agglomération Béziers-Méditerranée et Hérault Méditerranée, la Communauté de Communes la Domitienne réunis dans une nouvelle structure, le Syndicat Mixte aéroportuaire Béziers-Cap d'Agde en Languedoc.
Le 12 avril 2010, inauguration de l'extension de l'aérogare réalisée entre décembre 2009 et fin mars 2010 (réalisation d'une deuxième salle d'embarquement, d'un nouvel espace de contrôle sûreté, d'un nouveau comptoir ventes et sur le réaménagement du Hall Départ, permettant un meilleur accueil des passagers ; de nouveaux locaux administratifs et techniques ont également vu le jour). L'aéroport annonçait également de nouveaux services aux passagers (un service de navettes au départ et à l'arrivée de chaque vol vers Béziers et Marseillan Plage, un service Wi-Fi gratuit dans l'aérogare et une offre promotionnelle pour le parking voiture, 1 jour de stationnement offert par semaine de stationnement).
Le 13 avril 2010, Ryanair inaugure ses vols vers Stockholm.
2010 voit aussi une ligne vers Billund au Danemark avec la compagnie Gislev.
Le 28 mars 2011, premier vol Ryanair pour Oslo (Aéroport Moss-Rygge) en Norvège.
Le 15 avril 2011, Ryanair assure les liaisons vers Paris-Beauvais en Boeing 737.
Le 27 mai 2011, la compagnie FlyBe propose des liaisons saisonnières vers Southampton en Embraer 195.
Une étude réalisée par un cabinet d'experts entre le 18 juillet et le 28 octobre 2011 montre que l'aéroport est fréquenté par 80 % d'étrangers confirmant ainsi le positionnement de la plateforme comme « réceptif et touristique ». Seulement 10 % des utilisateurs français sont issus du Languedoc Roussillon. 62 % des passagers étrangers ont 45/65 ans dont 54 % de cadres supérieurs soit l'inverse de la clientèle habituelle de la région composée essentiellement d'employés et ouvriers. 57 % de la clientèle low cost utilise des hébergements non marchands, traduisant une forte présence de résidents secondaires étrangers. Béziers est en 1re position des sites visités (49,6 %) suivi par le Cap d'Agde/Agde (38,9 %) et Pézénas (22,9 %). 54 % des passagers ne seraient pas venus s'il n'y avait pas d'aéroport.
Le 31 mars 2013, Ryanair propose ses premiers vols vers Edimbourg et Brème.
Le 3 novembre 2014, Ryanair a accueilli son 1 000 000e passager à l'aéroport Béziers-Cap d'Agde depuis le début de ses opérations en mars 2008.
Le 25 juin 2016, CityJet reprend la ligne saisonnière vers Bastia en Avro RJ85.
Le 22 juin 2017, a eu lieu l'inauguration de l'extension de l'aérogare.
En juillet 2017, Ryanair propose des vols saisonniers vers Londres Stansted.
En octobre 2018, l'aéroport change de nom et s'appelle désormais « Béziers Cap-d’Agde Hérault Occitanie ». La nouvelle gouvernance de l’Aéroport et les participations des différents membres se présentent désormais comme suit, Communauté d'Agglomération Béziers Méditerranée : 31.03%, Communauté d'Agglomération Hérault Méditerranée : 31.03%, Département de l’Hérault : 13.79%, Région Occitanie / Pyrénées-Méditerranée : 10.34%,  Communauté d'agglomération Sète Agglopole Méditerranée : 6.90%, Chambre de Commerce et d'Industrie de l’Hérault : 3.45%, Communauté de communes La Domitienne : 3.45%. L'aéroport propose 8 destinations low cost de/vers Londres Luton, Londres Stansted, Manchester, Edimbourg, Bristol, Düsseldorf Weeze, Stockholm et Paris Beauvais. L’aéroport compte 110 emplois.
À l'été 2020, la ligne Béziers - Stockholm-Skavsta est supprimée et rouvrira dès fin mars 2022 au départ de Stockholm-Arlanda.
L’aéroport de Béziers-Cap d’Agde a mis en service fin 2021 un nouveau terminal dédié à l’aviation d'affaires
Nouvelle ligne Mars 2023 Béziers Shannon (Irlande), opéré par Ryanair vols lundi, vendredi.
En mai 2023, la compagnie grecque Aegean Airlines effectue des vols charter à destination de l'aéroport d'Héraklion.

### La ligne Béziers-Paris

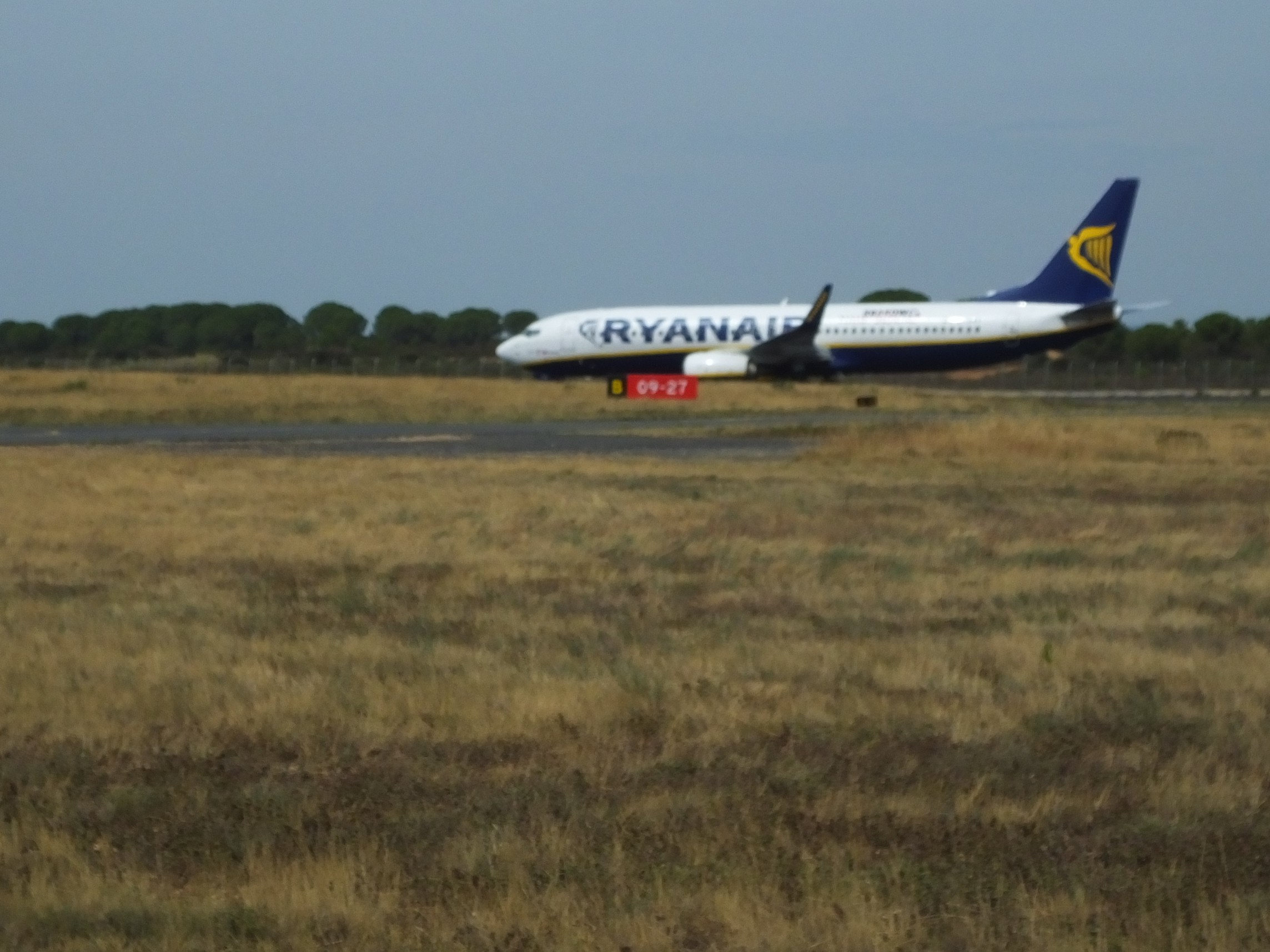
Boeing 737-800 de Ryanair à Béziers en 2016.

La ligne vers Paris (Aéroports du Bourget, Orly ou Beauvais) a été, au fil des années, exploitée par plusieurs compagnies :
- 1975-1976 : Air Languedoc ;
- 1976-1985 : TAT ;
- 1985-1992 : Air Littoral ;
- 1992-2001 : Air Inter / Air France ;
- 2001-2004 : Air Littoral ;
- 2004-2009 : Airlinair ;
- 2011 : Ryanair.

### Travaux de 2007
Lors de travaux effectués en février 2007, la longueur de la piste a été portée à 2 000 m et sa largeur à 45 m, l'objectif étant de permettre l'accès de l'aéroport aux compagnies aériennes à bas coût et de porter le nombre de passagers annuels de 50 000 à plus de 200 000. À la suite des travaux d'agrandissement de la piste, en 2007, l'aéroport, jusque-là dénommé « Béziers - Vias » ou « Béziers - Agde - Vias », est rebaptisé « Béziers - Cap-d'Agde en Languedoc ».

## Équipements techniques
- Piste : 2 045 m × 45 m
- Orientation : 9/27
- ILS Cat. I / HI - PAPI – AVASIS
- Balisage d'approche - Feux à éclats

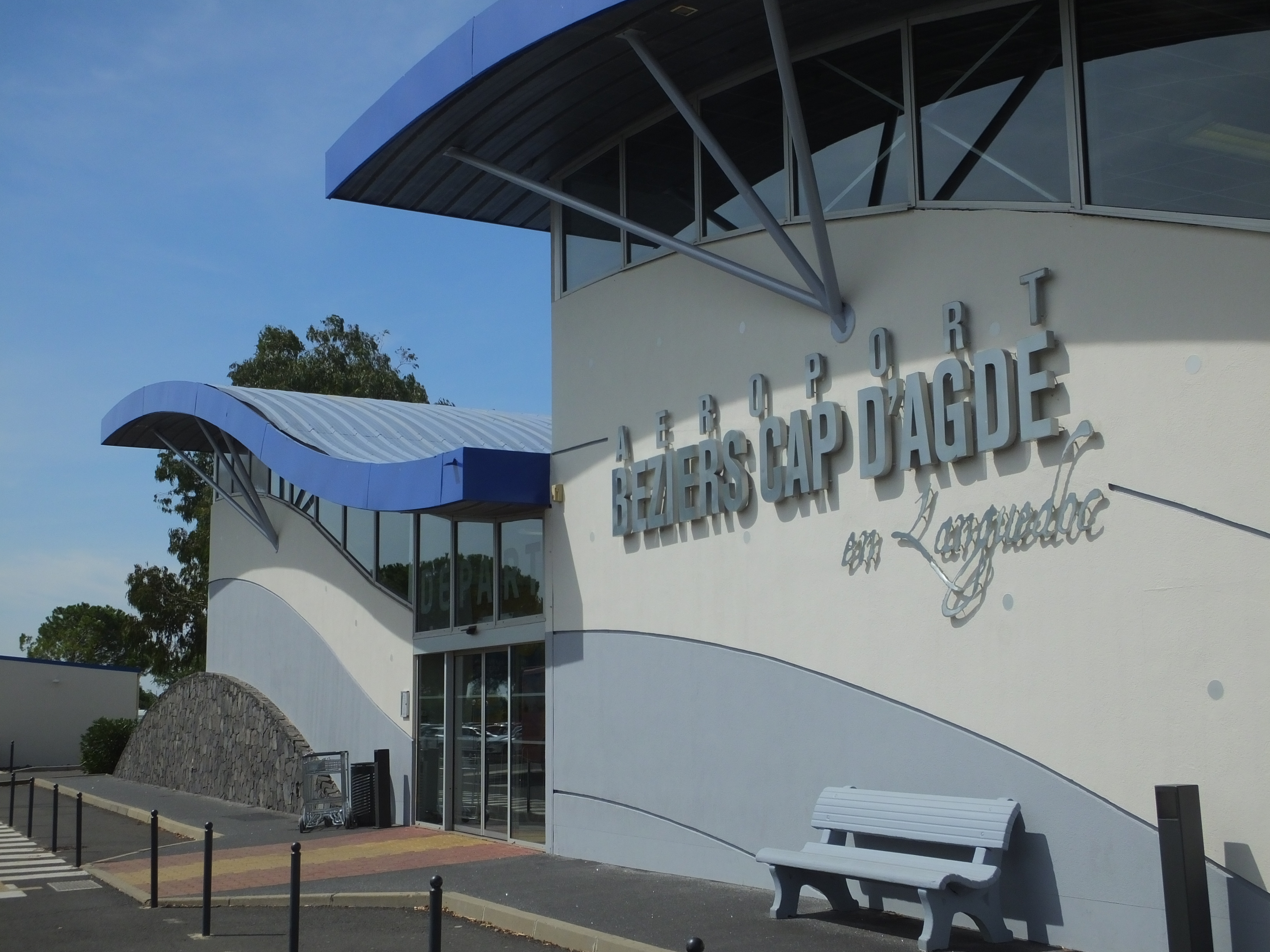
L'aérogare de Béziers en 2008

- Parkings avion : 13 000 m2 (8 000 m2 lourd : 2 places Boeing 737 / 5 000 m2 léger : attention seniors ... s'attendre au besoin de poussage à la main de l'avion sur l’aire de stationnement)[26]
- 2 camions avitaillement JET 17 m3
- 1 poste libre service AVGAS
- Station météo
- Une aérogare de 2 000 m2
- Deux salles d’embarquement
- 2 PIF - 1 CBS Hors Format
- Quatre comptoirs d’enregistrement
- Sécurité Incendie : Niveau 7 (2 VIM 60 - VPA)
- Classement: catégorie C (courte et moyenne distance voir longue avec des escales)
- Point de Passage Frontalier (PPF).

## Situation géographique
| \| 20 km1:2 341 000 \| Albi · Le Sequestre Montauban Millau · Larzac Cassagnes · Bégonhès Villefranche-de-Rouergue Mende · Brenoux Nogaro Condom · Valence-sur-Baïse Cahors · Lalbenque Figeac · Livernon Lasbordes Muret-Lherm · Saint-Gaudens · Montréjeau Bagnères · de-Luchon Pamiers · Les Pujols Saint-Girons · Antichan Castelnaudary · Villeneuve Lézignan · Corbières Alès · Cévennes Toulouse · Blagnac Francazal · Auch · Gers Castres · Mazamet Rodez · Aveyron Tarbes · Lourdes · Pyrénées Brive · Souillac Carcassonne · Salvaza Montpellier · Méditerranée Béziers · Cap d'Agde Nîmes · Garons Perpignan · Rivesaltes |
| 20 km1:2 341 000 |

## Compagnies et destinations
| Compagnies | Destinations |
| ---------- | --- |
| Ryanair    | Charleroi Bruxelles-Sud, Londres-Luton, Paris-Beauvais En saison: - Bristol, - Édimbourg, - Londres-Stansted, - Manchester, - Shannon, - Stockholm-Arlanda, - Weeze |

Actualisé le 17/03/2025

## Statistiques

### Graphique
Le graphique qui aurait dû être présenté ici ne peut pas être affiché car il utilise l'ancienne extension Graph, désactivée pour des questions de sécurité. Des indications pour créer un nouveau graphique avec la nouvelle extension Chart sont disponibles ici.

Voir la requête brute et les sources sur Wikidata.

#### Tableau
| Année | Passagers | Dont compagnies à bas coût | Mouvements |
| ----- | --------- | -------------------------- | ---------- |
| 2000  | 68 862    | 0                          | 27 908     |
| 2001  | 73 340    | 0                          | 24 624     |
| 2002  | 67 935    | 0                          | 23 353     |
| 2003  | 61 129    | 0                          | 23 502     |
| 2004  | 34 590    | 0                          | 23 297     |
| 2005  | 43 278    | 0                          | 23 899     |
| 2006  | 46 440    | 0                          | 22 072     |
| 2007  | 31 824    | 0                          | 23 569     |
| 2008  | 75 178    | 43 804                     | 24 479     |
| 2009  | 86 816    | 83 162                     | 22 692     |
| 2010  | 130 374   | 129 269                    | 29 760     |
| 2011  | 195 000   | 193 463                    | 30 162     |
| 2012  | 223 800   | 215 872                    | 27 395     |
| 2013  | 228 305   | 222 467                    | 23 465     |
| 2014  | 244 217   | 243 234                    | 26 369     |
| 2015  | 245 189   | 243 677                    | 30 755     |
| 2016  | 242 132   | 242 622                    | 29 049     |
| 2017  | 233 252   | 231 432                    | 31 005     |
| 2018  | 233 843   | 232 129                    | 29 192     |
| 2019  | 267 712   | 266 190                    | 30 253     |
| 2020  | 55 444    | 55 242                     | 20 621     |
| 2021  | 94 170    | 93 573                     | 30 622     |
| 2022  | 219 762   | 218 923                    | 28 206     |
| 2023  | 273 284   | 272 245                    | 27 219     |
| 2024  | 280 978   | 279 758                    | 26 646     |